# 上公館
上公館，是台灣新竹縣竹東鎮的一個傳統地域名稱，位於該鎮中部。相較於今日行政區，其範圍大致包括上館里、大鄉里、中山里、南華里、東華里、商華里東南端、五豐里南端。

## 歷史
台灣清治末期至日治前期，上公館地區為一街庄，稱為「上公館庄」，隸屬於竹北一堡。該庄北與樹杞林街為鄰，東北一小段與鷄油林庄為鄰，東與下公館庄為鄰，東南邊及南邊為員崠仔庄，西南邊為大湖庄，西邊為水磜仔庄。
1901年（日治明治三十四年）11月，全台設二十廳，該庄隸屬於新竹廳。1909年（明治四十二年）10月，合併二十廳為十二廳，該庄隸屬不變。1920年（大正九年），廢十二廳改設五州二廳，該庄改制為「上公館」大字，隸屬於新竹州竹東郡竹東街。
戰後竹東街改制為竹東鎮，隸屬於新竹縣，大字亦改制為里。1950年桃、竹、苗分治，竹東鎮隸屬不變。

## 交通
省道台3線俗稱「內山公路」，是台北至屏東的內陸縱貫幹道，大致以東南—西北走向轉東北東—西南西走向再轉東北—西南走向蜿蜒經過上公館地區，向東可經下公館前往橫山、關西、龍潭等地，向西南可前往北埔、峨眉、三灣、獅潭等地。
縣道122號又稱「南清公路」，是南寮至五峰土場的道路，大致以北北西—南南東走向兩度經過上公館地區東北部，隨後轉縱向又再度經過上公館地區東部。由該道路向北可前往竹東市區、國道1號新竹交流道、新竹市區、南寮等地，向南可前往上坪、五峰、土場等地。

## 學校
- 竹東高中
- 竹東國小
- 上館國小

## 文化資產
- 儒醫吳天祐紀念碑（歷史建築）
- 竹東曉江亭（縣定古蹟）